# Castellfollit del Boix
Castellfollit del Boix és un poble, cap del municipi del mateix nom, de la comarca del Bages. Es troba entre Manresa i Igualada, carretera local a la C-241, al límit amb l'Anoia.

## Geografia
- Llista de topònims de Castellfollit del Boix (Orografia: muntanyes, serres, collades, indrets..; hidrografia: rius, fonts...; edificis: cases, masies, esglésies, etc).

Castellfollit comprèn el sector de terres altes del ponent de la comarca, veïnes amb Anoia. Un conjunt de relleus tabulars i atalussats --balcons panoràmics sobre el Pla de Bages i miradors privilegiats de l'inenarrable espectacle orogràfic de Montserrat, tot proper--, costes, planells i tossals, accidents diversos que són de la Serra de Rubió que formen la divisòria entre les conques del Llobregat i de l'Anoia. Hi ha boscs de pins i també de roures i d'alzines, que s'han recuperat dels incendis dels anys 1980.
Entre aquells primers, cal fer esment de les proes paral·leles –vistes des de la terra baixa— de Gosem, el Tinell i Sant Pere amb el turó del castell vora seu. Les serres Can Torre, de Fontanelles, del Grau, amb una elevació màxima de 838 metres i forma part de la Serra de Rubió, i la Serra de Palomes, i els cims de Cogulló de Cal Torre (877 m alt.), de Coll de Gossem (799 m alt.) i de les Tres Creus (792 m) són, amb el de Palomes (807 m), les cotes més elevades de l'extens territori (58,90 km²).
| Entitat de població    | Habitants (2024) |
| Castellfollit del Boix | 293              |
| Maians                 | 90               |
| Canyelles              | 38               |
| Permanyer              | 21               |
| Grevalosa              | 18               |
| el Castell             | 0                |
| Font: Idescat          |                  |

## Llocs d'interès
- Sobre un turó, vestigis del castell.
- Església romànica de Sant Pere, del segle xi, amb l'ornamentació típica del primer romànic.
- Església romànica de Santa Cecília de Grevalosa, del segle xii.
- Ruïnes de l'església preromànica de Sant Miquel de Grevalosa, del segle x.
- Ruïnes de l'ermita de Sant Marc Vell

## Demografia
| 1497 f | 1515 f | 1553 f | 1717 | 1787 | 1857  | 1877 | 1887 | 1900 | 1910 |
| ------ | ------ | ------ | ---- | ---- | ----- | ---- | ---- | ---- | ---- |
| 13     | 12     | 23     | 255  | 204  | 1.008 | 942  | 953  | 782  | 881  |

| 1920 | 1930 | 1940 | 1950 | 1960 | 1970 | 1981 | 1990 | 1992 | 1994 |
| ---- | ---- | ---- | ---- | ---- | ---- | ---- | ---- | ---- | ---- |
| 898  | 882  | 814  | 723  | 579  | 421  | 317  | 318  | 321  | 321  |

| 1996 | 1998 | 2000 | 2002 | 2004 | 2006 | 2008 | 2010 | 2012 | 2014 |
| ---- | ---- | ---- | ---- | ---- | ---- | ---- | ---- | ---- | ---- |
| 337  | 364  | 384  | 385  | 405  | 407  | 425  | 410  | 416  | 428  |

| 2016 | 2018 | 2020 | 2022 | 2024 | 2026 | 2028 | 2030 | 2032 | 2034 |
| ---- | ---- | ---- | ---- | ---- | ---- | ---- | ---- | ---- | ---- |
| 448  | 446  | 447  | 460  | 459  | -    | -    | -    | -    | -    |

## Administració i política
| Període     | Alcalde o alcaldessa   | Partit polític | Data de possessió | Observacions |
| ----------- | ---------------------- | -------------- | ----------------- | ------------ |
| 1979–1983   | Ramon Casals Moncunill | Independent    | 19/04/1979        | --           |
| 1983–1987   | Oscar Miro Quintana    | Independent    | 28/05/1983        | --           |
| 1987–1991   | Oscar Miro Quintana    | Independent    | 30/06/1987        | --           |
| 1991–1995   | Josep Rius Prat        | Independent    | 15/06/1991        | --           |
| 1995–1999   | Josep Rius Prat        | Independent    | 17/06/1995        | --           |
| 1999–2003   | Joan Vila Puigdellivol | Independent    | 03/07/1999        | --           |
| 2003–2007   | Josep Rafart Cortés    | ICB            | 14/06/2003        | --           |
| 2007–2011   | Celesti Rius Prat      | ICB            | 16/06/2007        | --           |
| 2011–2015   | Celesti Rius Prat      | ICB            | 11/06/2011        | --           |
| 2015–2019   | Celesti Rius Prat      | ICB            | 13/06/2015        | --           |
| 2019-2023   | Celesti Rius Prat      | ICB            | 15/06/2019        | --           |
| Des de 2023 | Celesti Rius Prat      | ICB            | 17/06/2023        | --           |